# إريك ديلغادو
إريك ديلغادو (بالإسبانية: Erick Delgado) (30 يونيو 1982 في بيرو - ) هو مدرب كرة قدم ولاعب كرة قدم بيروفي في مركز حراسة المرمى. شارك مع منتخب بيرو لكرة القدم. أما مع النوادي، فقد لعب مع خوان أوريتش ونادي سبورتينغ كريستال وديبورتيفو مانيسيبال ‏.

## وصلات خارجية
- إريك ديلغادو على موقع قاعدة بيانات كرة القدم.إي يو (الإنجليزية)
- إريك ديلغادو على موقع ناشيونال فوتبول تيمز (الإنجليزية)
- إريك ديلغادو على موقع Soccerway.com (الإنجليزية)